# Jorge Alberto Rojas
Jorge Alberto Rojas (Mérida, 10 de janeiro de 1977) é um jogador de futebol venezuelano que joga no Caracas FC.

## Carreira
Rojas integrou a Seleção Venezuelana de Futebol na Copa América de 1999.